# Zuckerbaby
Zuckerbaby ist eine deutsche Komödie aus dem Jahr 1985 von Percy Adlon (Regie und Drehbuch, Co-Autorin: Gwendolyn von Ambesser) mit Marianne Sägebrecht und Eisi Gulp in den Hauptrollen.

## Handlung
Die 38 Jahre alte, übergewichtige Marianne arbeitet in dem Bestattungsunternehmen Ruhesanft als Totengräberin. Ihr Leben besteht aus ihrer Arbeit, Essen und Fernsehen im Bett. Als sie in der Münchner U-Bahn die Stimme des Fahrers Huber hört, verliebt sie sich sofort in ihn. Sie findet in detektivischer Kleinarbeit alles über den wesentlich jüngeren Huber heraus. Zu Hause hört sie gerne Sugar Baby von Peter Kraus.
Als Hubers Frau wegen eines Todesfalls für zwei Wochen verreist, setzt Marianne ihren Plan in die Tat um, Hubers Herz zu erobern. An einem Süßigkeitenautomaten an einer U-Bahn-Haltestelle bietet sie ihm Schokolade an und geht mit ihm einen Kaffee trinken. Dabei lädt sie ihn für den nächsten Tag zum Abendessen ein.
Es entwickelt sich eine Affäre zwischen ihnen. In Anlehnung an den Song von Peter Kraus nennen sie sich Zuckerbaby. Als Frau Huber jedoch nach zwei Wochen zurückkommt und einen Zettel mit Mariannes Adresse in der Wohnung findet, verfolgt sie die beiden und stellt sie bei einem Rock-’n’-Roll-Tanzabend bei dem Lied Zuckerbaby. Sie schlägt Marianne nieder und prügelt ihren Mann hinaus.
Der Film endet damit, dass Marianne wieder herausgeputzt, mit Schokolade lockend, am Süßigkeitenautomaten einer U-Bahn-Haltestelle steht.

## Kritik
„Melancholisch-heiterer Appell an den Mut zu einem selbstbewußt geführten, liebesfähigen Leben; den ansprechenden Darstellerleistungen und bewegenden Momenten stehen einige Längen und auf die Dauer etwas dünne Dialoge gegenüber.“